# خط لوله ماریتایمز اند نورت‌ایست
خط لوله ماریتایمز اند نورت‌ایست (انگلیسی: Maritimes & Northeast Pipeline) یک خط لوله انتقال گاز طبیعی است که از کارخانه گاز پروژه انرژی فراساحلی سابل (SOEP) در گلدبرو، نوا اسکوشیا، کانادا تا دراکات، ماساچوست، ایالات متحده امتداد می‌یابد.
قطر خط لوله ۷۶۲-میلیمتر (۳۰-اینچ) و طول آن ۱٬۳۰۰ کیلومتر (۸۱۰ مایل) است و از استان‌های نوا اسکوشیا و نیوبرانزویک کانادا و ایالت‌های مین، نیوهمپشایر و ماساچوست ایالات متحده می‌گذرد که در آنجا به شبکه گاز طبیعی آمریکای شمالی در دراکات متصل می‌شود. چهار خط لوله جانبی در نیوبرانزویک و نوا اسکوشیا برای خدمات‌رسانی به جمعیت و مراکز صنعتی وجود دارد. این سیستم ظرفیت حمل ۴۴۰ میلیون فوت مکعب در روز را دارد. این خط لوله توسط ماریتایمز اند نورت‌ایست منیجمنت از هالیفاکس (نوا اسکوشیا) اداره می‌شود. این خط لوله در سال ۲۰۰۰ به بهره‌برداری رسید. قبل از آن، گاز طبیعی به قیمت ۲٫۳۱ دلار آمریکا در هر میلیون BTU در بازار نیو انگلند (فوریه ۲۰۰۰) فروخته می‌شد. تا دسامبر، قیمت ۸٫۴۵ دلار آمریکا به ازای هر میلیون BTU بود. افزایش ناگهانی قیمت به افزایش تقاضا در نیو انگلند نسبت داده شد. در مقابل، قیمت نفت گرمایشی رز از ۴۵ سنت به تنها ۵۸ سنت در هر لیتر در مدت مشابه افزایش یافت.

## خطوط لوله جانبی
این خط لوله دارای چهار خط لوله جانبی در کانادا و پنج خط لوله جانبی در ایالات متحده است:
خطوط لوله جانبی کانادا:
- خط لوله جانبی پوینت تاپه پروژه انرژی فراساحلی سابل کارخانه جداسازی مایعات گازی - ۶۰ کیلومتر
- خط لوله جانبی هالیفاکس به دارتموث در ایستگاه تولید تافتس کوو - ۱۲۴ کیلومتر
- خط لوله جانبی مونکتون - ۱۲ کیلومتر
- خط لوله جانبی سنت جان - ۱۱۱ کیلومتر

خطوط لوله جانبی ایالات متحده:
- خط لوله جانبی ویزی
- خط لوله جانبی باکسپورت
- خط لوله جانبی وستبروک
- خط لوله جانبی نوینگیتن
- خط لوله جانبی هیورهیل

## مالکان
- انبریج (۷۷٫۵۳٪)
- امیرا (۱۲٫۹۲٪)
- اکسان‌موبیل کانادا (۹٫۵۵٪)